# Vitamina V
Vitamina V fue un programa de televisión emitido por Televisión Nacional de Chile conducido por José Miguel Viñuela y con la coanimación de María Luisa Mayol. El programa se rige por la conversación seria, a la vez con humor de acuerdo a la personalidad del conductor. Se tratan temas de la vida personal tanto como profesional del invitado, el estelar sigue estilo y la tónica, en parte, de Animal nocturno y De pe a pá.

## Descripción
- 1ª Temporada:

José Miguel Viñuela, una vez por semana, revisará la actualidad con una mirada lúdica y una gran carga de humor. Será acompañado en la coanimación por Malú Mayol y un personal de humoristas y comediantes (Los Conserjes y El Huaso Filomeno).
- 2ª Temporada:

Esta temporada tendrá 8 capítulos, con contenidos estelares relacionados al fútbol y también incluirá la participación de destacados artistas del mundo del espectáculo.

## Temporadas
| Temp. | Episodios | Inicio                | Fin                     | Presentador         |
| ----- | --------- | --------------------- | ----------------------- | ------------------- |
| 1     | 11        | 14 de octubre de 2013 | 30 de diciembre de 2013 | José Miguel Viñuela |
| 2     | 8         | 1 de junio de 2014    | 20 de julio de 2014     | José Miguel Viñuela |

## Índice de audiencia
- Fecha y Invitados, índices de audiencia basados en TVN broadcast.

### Primera temporada
TEMPORADA 1

| Fecha                   | Episodio | Invitados                                                                                            | Índice de audiencia | Duración    |
| ----------------------- | -------- | --- | ------------------- | ----------- |
| 14 de octubre de 2013   | 001      | Fernanda Hansen - DJ Méndez - Alejandra Fosalba - Teresita Reyes - Felipe Contreras                  | 10.5                | 109 minutos |
| 21 de octubre de 2013   | 002      | Luciana Salazar - Camila Recabarren - Jacqueline Vera                                                | 11.0                | 95 minutos  |
| 28 de octubre de 2013   | 003      | Patricia Maldonado - Axé Bahía - Centella                                                            | 11.1                | 93 minutos  |
| 4 de noviembre de 2013  | 004      | Lola Melnik - Sonia Fried - Rudy Rey                                                                 | 10.5                | 105 minutos |
| 11 de noviembre de 2013 | 005      | Javiera Contador - Magdalena Müller - Francisco Puelles - Bastián Paz                                | N/A                 | 102 minutos |
| 25 de noviembre de 2013 | 006      | Gladys del Río - Claudia Pedrero - Maitén Montenegro - Marilú Cuevas - Claudio Reyes - Strippers VIP | 11.6                | 100 minutos |
| 2 de diciembre de 2013  | 007      | Mario Kreutzberger Don Francisco - Stefan Kramer - Magic Twins                                       | N/A                 | 102 minutos |
| 9 de diciembre de 2013  | 008      | Pamela Díaz - Jonathan Sanhueza                                                                      | N/A                 | 113 minutos |
| 16 de diciembre de 2013 | 009      | Maura Rivera - Mark González - Paulina Nin                                                           | 12.5                | 112 minutos |
| 23 de diciembre de 2013 | 010      | Marcelo Ríos - Dominique Gallego                                                                     | 12.1                | 114 minutos |
| 30 de diciembre de 2013 | 011      | Luis Jara - Florencia de la V                                                                        | 13.3                | 100 minutos |

### Segunda temporada
| Fecha               | Episodio | Invitados                                                                                   | Índice de audiencia | Duración    |
| ------------------- | -------- | ------------------------------------------------------------------------------------------- | ------------------- | ----------- |
| 1 de junio de 2014  | 001      | Mauricio Pinilla                                                                            | 9.1                 | 116 minutos |
| 8 de junio de 2014  | 002      | Jacqueline Pardo - Mariana Sandoval - Dinamita show                                         | 12.6                | 130 minutos |
| 15 de junio de 2014 | 003      | Pedro Valdivia - Jean Philippe Cretton y su Padre - Las tres generaciones de los Tachuelas  | N/A                 | 117 minutos |
| 22 de junio de 2014 | 004      | Karen Doggenweiler - Marco Enríquez-Ominami - Enrique Carrasco                              | N/A                 | 106 minutos |
| 29 de junio de 2014 | 005      | Pedro Carcuro - Luis María Bonini - Mónica Pérez - Familia de Edu Vargas - Daniela Aránguiz | N/A                 | 107 minutos |